# غيدقة حلزونية
غيدقة حلزونية (الاسم العلمي: Hydrophis spiralis) (بالإنجليزية: Yellow Sea Snake)‏ هي نوع من الزواحف تتبع جنس الغيدقة من فصيلة العرابيد.